# Arabis foliosa
Arabis foliosa là một loài thực vật có hoa trong họ Cải. Loài này được Royle ex Hook.f. & Thomson mô tả khoa học đầu tiên năm 1862.